# 斯里佩鲁姆布杜尔
斯里佩鲁姆布杜尔（Sriperumbudur），是印度泰米尔纳德邦Kancheepuram县的一个城镇。总人口16085（2001年）。

## 人口
该地2001年总人口16085人，其中男性8045人，女性8040人；0—6岁人口1915人，其中男963人，女952人；识字率70.92%，其中男性为77.81%，女性为64.03%。